# NGC 6857
NGC 6857 é uma nebulosa na direção da constelação de Cygnus. O objeto foi descoberto pelo astrônomo William Herschel em 1784, usando um telescópio refletor com abertura de 18,6 polegadas. 